# Samlaren (1989)
Samlaren är en svensk dokumentärfilm från 1989 i regi av Erik Strömdahl. Filmen är hans långfilmsdebut.
Samlaren skildrar pensionären Kurt Ingvar Hellström, en man som ägnar sin tid åt att samla tomburkar och skrot som han kan sälja vidare. Ibland går han även ärenden åt ensamma människor och får ibland också hjälp tillbaka. Han hyr ett hus utanför Stockholm där han förvarar de saker han hittar. Grannarna är dock inte lika förtjusta i hans saker och lyckas få honom vräkt. Han köper dock ett nytt hus kontant och det ska visa sig att han är en förmögen man med mycket pengar på banken och i aktier. Trots sin rikedom väljer han att leva spartanskt då han anser att industrisamhället slösar med naturtillgångar.
Filmen producerades av Lisbet Gabrielsson och premiärvisades den 4 december 1989 på biograf Nacka Bio i Nacka. Den är 83 minuter lång.
Filmen mottog mestadels positiva recensioner i pressen och belönades även med juryns specialpris vid Amsterdams dokumentärfilmfestival 1990.
Två månader efter filmens premiär mördades Kurt Hellström under ett rån i hemmet där även hans sambo Helen misshandlades. Mordet är fortfarande ouppklarat. På polisens informationssida om fallet uppger de som möjligt motiv till rånet att filmen framställde Kurt Hellström som förmögen.